# Ki Aldrich
College Football Hall of Fame 1960
(en) Statistiques sur pro-football-reference
Charles Collins "Ki" Aldrich, né le 1er juin 1916 à Rogers, au Texas, et mort le 12 mars 1983 à Temple, également au Texas, est un Américain, joueur professionnel de football américain, occupant les postes de centre et de linebacker pour les Cardinals de Chicago et les Redskins de Washington pendant sept saisons en National Football League (NFL).  C'est le premier choix de la draft 1939 de la NFL (en) par les Cardinals.
Au niveau football américain universitaire, il joue pour les Horned Frogs de la Texas Christian University. Il est intronisé au College Football Hall of Fame en 1960.

## Jeunesse
Aldrich est né à Rogers, au Texas, et fréquente la Temple High School à Temple, au Texas, où il est nommé All-State comme centre en 1934. Il est nommé centre All-America à l'université Chrétienne du Texas (TCU) à Fort Worth.  À la TCU, il joue aux côtés de deux quarterbacks légendaires - Sammy Baugh et Davey O'Brien.  En 1938, année de terminale d'Aldrich, les Horned Frogs remportent le championnat national, terminant avec un bilan de 11-0 et gagnant le Sugar Bowl.

## Carrière professionnelle
Les Cardinals de Chicago font d'Aldrich la première sélection lors de la draft 1939 de la NFL (en), où ses coéquipiers de TCU, O'Brien et I. B. Hale (en), sont aussi choisis parmi les dix premiers. Il joue deux saisons pour les Cardinals avant de passer aux Redskins de Washington. Après deux saisons à Washington, il quitte pour servir dans la Marine pendant la Seconde Guerre mondiale. Il retourne chez les Redskins en 1945, et prend sa retraite en 1947. Au cours de sa carrière professionnelle, Aldrich joue en moyenne 50 minutes par match.

## Vie privée
Après avoir pris sa retraite du football, Aldirch est directeur de l'orphelinat Lena Pope à Fort Worth, au Texas. Sa première femme est la fille du fondateur. Il est mort le 12 mars 1983 à Temple, au Texas.

## Héritage
Son entraîneur à la TCU, Dutch Meyer (en), dit d'Aldrich : « Ce garçon voulait jouer au football plus que quiconque je n'ai jamais connu ». Baugh l'appelle « le joueur le plus dur que j'ai jamais connu ». Aldrich est intronisé au College Football Hall of Fame en 1960.